# Solweig de Barry
Solweig de Barry (* 1987 in Straßburg) ist eine deutsch-französische Künstlerin.

## Leben
Solweig de Barry wuchs in Straßburg auf und studierte von 2008 bis 2014 an der Universität der Künste Berlin, als Meisterschülerin von Robert Lucander. 2011 studierte sie an der Bezalel Academy of Arts and Design in Jerusalem. Sie war Stipendiatin der Stiftung Kunstfonds Bonn, der Dorothea-Konwiarz Stiftung Berlin, sowie des Goldrausch Künstlerinnenprojekt. Sie ist Mutter eines Kindes.

## Werk

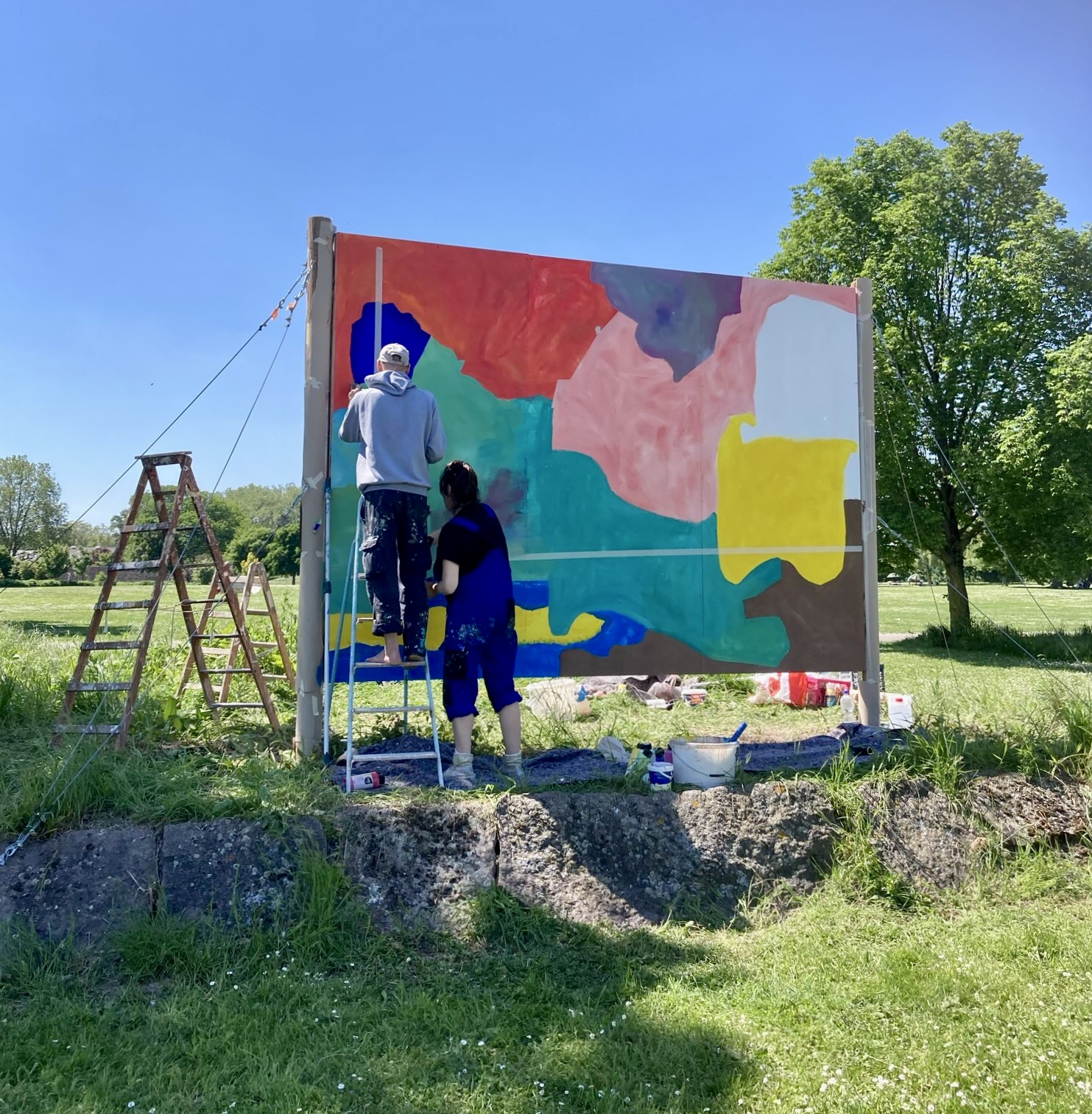
Solweig de Barry und Johannes Mundinger bemalen eine Wand für die Ausstellung Trait d´Union, im Garten der zwei Ufer, Kehl/Straßburg

Die Motive für Solweig des Barrys Bilder entstehen aus ihrem Fotoarchiv selbst aufgenommener Alltagsabbildungen. Daraus entwickelt sie reduzierte Zeichnungen und bringt einige dieser Motive dann auf Leinwand.

## Auszeichnungen
- 2023: Arbeitsstipendium, Stiftung Kunstfonds, Bonn / Neustart-Plus Kultur[3]
- 2022: Neustart-Kultur-Stipendium, Stiftung Kunstfonds, Bonn[4]
- 2022: Stipendium der Dorothea-Konwiartz Stiftung[5]
- 2022: Nominiert zum Förderpreis Junge Kunst, Kunstverein Centre Bagatelle[6]
- 2020: Stipendiatin des Goldrausch Künstlerinnenprojekts, Berlin[7]

## Ausstellungen

### Einzel- und Duoaustellungen
- 2024: Zwischen Dicht und Dünn, Kunstverein Heilbronn[8]
- 2023: floating concrete, mit Josephine Hans, Dorothea Konwiarz Stiftung, Berlin[9]
- 2023: In der Nähe, mit Sidsel Ladegaard, Salon am Moritzplatz e. V., Berlin
- 2022: Linie aus zwei Meinungen, Verein Junge Kunst Wolfsburg[10]
- 2022: Perückenstrauch, Kunstverein Neckar-Odenwald e. V., Mosbach[11]
- 2022: Das Blau im Vorfall, Galerie Weisser Elefant, Berlin
- 2017 Sitzbank Galerie Asterisk[12]

### Ausstellungsbeteiligungen
- 2024: Trait d´Union, Garten der zwei Ufer, Straßburg
- 2023: Prototypen und andere seltsame Dinge, Jahresgaben 2023/2024, Kunstverein Arnsberg
- 2023: Sitting here, thinking of, Urban Spree Galerie, Berlin
- 2022: Entre 2, Städtische Galerie Offenburg, Germany[13]
- 2022: Painting for Doro, Dorothea-Konwiarz-Stiftung, Berlin
- 2022: Förderpreis Junge Kunst 2022, Rathaus-Galerie Reinickendorf, Berlin[6]
- 2022: Entre 2, Garten der zwei Ufer, Straßburg (F)[14]
- 2022: Ping Pöng, gr_und, Berlin
- 2021: What Energizes you?, Bildersaal in der Zukunft am Ostkreuz, Berlin
- 2021: At A Moment In Time, Jahresgaben 2020, Kunstverein Arnsberg
- 2020: Sirene – Goldrausch 2020, Kunstraum Kreuzberg/Bethanien, Berlin[7]
- 2020: a closed dog, an open blanket, Golden Pudel Club, Hamburg
- 2020: Polo mit Sidsel Ladegaard, car park exhibition, Berlin
- 2016: Sarabande, Arndt Galerie, Berlin[15]
- 2015: Natur-Mensch, Rathaus-Scheune, Sankt Andreasberg, Germany
- 2015: -ndo, Museum Jorge Rando, Malaga, Spain
- 2015: Embassy Opening, Mindscape Universe, Berlin
- 2014: Fluid, Mindscape Universe, CuatroH, New York City (USA)
- 2014: Schau06, SchauWerk, Malzfabrik, Berlin
- 2014: Meisterschüllerausstellung, UdK Berlin[16]
- 2014: Umwandlung, UdK Berlin
- 2014: Kaiserpanorama, Pracht, Leipzig, Germany
- 2013: Kammerflimmern, Kammermusiksaal Friedenau, Berlin
- 2013: Schau mal, kuratiert von Jan-Philipp Sexauer, Schau Fenster, Berlin
- 2013: New-west-Berlin III, Berlin[17]
- 2013: Nachschlag, Uferhallen, Berlin
- 2012: ikametgâh kadiköy, Istanbul Biennale, (TR)
- 2012: Miss street II, Yiron Street, Jerusalem, (IL)
- 2012: Miss street I, Yosef Ben Matatiahu Street, Jerusalem, (IL)